# Henryk Olszar
Henryk Alojzy Olszar (ur. 29 kwietnia 1957 w Gorzycach) – polski duchowny archidiecezji katowickiej, doktor habilitowany nauk teologicznych, nauczyciel akademicki Wydziału Teologicznego Uniwersytetu Śląskiego.

## Życiorys
Syn Franciszka Olszara i Alojzji z domu Ganita. W 1982 obronił na Papieskiej Akademii Teologicznej w Krakowie pracę magisterską pt. Z dziejów gmachu Wyższego Śląskiego Seminarium Duchownego w Katowicach w latach 1935–1980. W 1983 ukończył studia w Wyższym Śląskim Seminarium Duchownym w Krakowie i otrzymał z rąk bp. Herberta Bednorza święcenia kapłańskie. Został skierowany do pracy parafialnej. Po studiach w Akademii Teologii Katolickiej w Warszawie (punkt konsultacyjny w Katowicach), uzyskał w 1987 tytuł magistra teologii w zakresie teologii praktycznej (praca magisterska pt. Szkoły mieszczące się w budynku Śląskiego Seminarium Duchownego w Katowicach i ich rozwój w latach 1935–1980). W latach 1987–1993 odbył studia specjalistyczne na Wydziale Teologii KUL. W 1997 uzyskał tam stopień doktora nauk humanistycznych na podstawie napisanej pod kierunkiem ks. prof. Zygmunta Zielińskiego rozprawy pt. Duchowieństwo katolickie diecezji śląskiej (katowickiej) w Drugiej Rzeczypospolitej.
W 2001 objął stanowisko adiunkta na Wydziale Teologicznym Uniwersytetu Śląskiego w Katowicach. Na tym wydziale w 2014 otrzymał stopień naukowy doktora habilitowanego nauk teologicznych. 
31 lipca 2023 roku uzyskał stopień profesora. Nominację profesorską odebrał 22 listopada 2024 roku z rąk Prezydenta RP Andrzeja Dudy. 